# Brasão de armas de Liechtenstein

Brasão de armas grande de Liechtenstein

Brasão pequeno de Liechtenstein.

Existem duas versões do brasão de armas do principado de Liechtenstein, o brasão grande e o brasão pequeno.

## Brasão grande
O Brasão Grande é o Brasão de Sua Alteza Sereníssima que também é utilizado pelos outros membros de sua Família.  Nas Armas do Brasão aparecem, junto dos emblemas próprios do Principado, símbolos de diversos territórios europeus que hão mantido laços Dinásticos no passado com a Família Reinante:
- O primeiro quartel há o Brasão da Silésia;
- O segundo corresponde há Kuenringe;
- O terceiro quartel simboliza o Ducado de Opava;
- O quarto  quartel a Frísia Oriental;
- Na ponta do Escudo há o Brasão do Ducado de Krnov;
- No Ponto do centro aparece a cor ouro e vermelho(gules), o escudo próprio da Família Principesca Reinante.

## Brasão pequeno
O escudo pequeno é formado unicamente pelo brasão de ouro e vermelho que aparece no coração do Brasão Grande, o timbre (único elemento exterior) tem o Barrete Germânico.

## Brasão Grande detalhado
O Escudo é quartelado:
- No primeiro quartel, de ouro com águia desable coroada e armada  de ouro e carregada con um crescente de prata em cruzes do mesmo metal;
- No segundo quartel há um campo de oito bandas de ouro e sable carregada de crancelin (alemão: Kränzlein)  de sinopla/vert;
- No terceiro quartel, um campo partido, de gules e prata;
- No quarto quartel de ouro uma Harpia de sable, com a cabeça de prata coroada e armada de ouro;
- Na ponta  em azul uma corneta de ouro com uma corda do mesmo metal;
- No centro um escudo cortado em ouro(metade superior) e gules(metade inferior).

O Brasão esta situado dobre um manto de cor purpura guarnecido de ouro e forrado de arminho, alçado com corda de ouro que terminam nas bordas do mesmo metal. Sobre o manto descansa um Barrete Germânico de Príncipe que é tocado por gules e uma franja de arminho terminada com oito pontas arredondadas, vistas cinco;  Barrete cercado por quarto diademas d ouro decorados por pérolas, vista três, que convergem para um orbeazul com seu equador  e semimeridiano de ouro uma cruz do mesmo metal celeste.